# Beat Jans
Beat Jans (Bazel, 12 juli 1964) is een Zwitsers politicus voor de Sociaaldemocratische Partij van Zwitserland (SP/PS) uit het kanton Basel-Stadt. Sinds 1 januari 2024 is hij lid van de Bondsraad.

## Biografie
Van 31 mei 2010 tot 17 december 2020 was Beat Jans lid van de Nationale Raad. Vervolgens was hij vanaf 1 januari 2021 lid van de Regeringsraad van Basel-Stadt. Op 13 december 2023 werd hij verkozen tot lid van de Bondsraad, als opvolger van Alain Berset. Hij kwam aan het hoofd te staan van het Federaal Departement van Justitie en Politie.